# Мурый, Анатолий Александрович
Анатолий Александрович Мурый (8 мая 1929, Новоминская, Северо-Кавказский край — 26 ноября 2000, Краснодар) — советский и российский ветеринарный врач и организатор ветеринарной службы. Лауреат Премии Совета Министров СССР (1985). Заслуженный ветеринарный врач РСФСР (1981).

## Биография
Родился 8 мая 1929 года в станице Новоминской, Каневского района Краснодарского края, с детства семья А. А. Мурого переехала в село Дивное Апанасенковского района Ставропольского края. 
С 1943 года, после окончания семи классов Дивенской сельской школы, в период Великой Отечественной войны, в возрасте четырнадцати лет, А. А. Мурый начал свою трудовую деятельность в должности мастера-сапожника, позже был назначен руководителем комсомольско-молодёжной бригады Дивенской артели «Кожкоопремонт» Апанасенковского района Ставропольского края. С 1947 по 1951 годы работал бригадиром на Новоминском концерне «Заготживсырьё» Краснодарского края. 
С 1951 по 1955 годы проходил обучение в Армавирском зооветеринарном техникуме, который окончил с отличием. С 1955 по 1960 годы обучался в Ленинградском ветеринарном институте, по окончании которого получил специализацию ветеринарный врач. С 1960 по 1962 годы работал в должности главного ветеринарного врача свиноводческого совхоза «Большевик» Тихорецкого района Краснодарского края. С 1962 по 1972 годы, в течение десяти лет, А. А. Мурый был главным ветеринарным врачом Тихорецкого районного управления сельского хозяйства. С 1972 по 1973 годы был директором Тихорецкого зернового совхоза. С 1973 по 1986 годы, в течение тринадцати лет, А. А. Мурый был руководителем ветеринарного отдела производственного управления сельского хозяйства Краснодарского краевого исполнительного комитета Совета народных депутатов. Был участником ВДНХ СССР, за свои достижения был награждён двумя золотыми медалями ВДНХ. За заслуги в области ветеринарной службы Указом Президиума Верховного Совета СССР А. А. Мурый в 1971 году был награждён Орденом «Знак Почёта», а в 1974 году — Орденом Трудового Красного Знамени.  
С  1986 по 1991 годы работал руководителем ветеринарного отдела Агропромышленного комитета Краснодарского края. С 1991 по 1994 годы был руководителем  ветеринарного отдела Департамента сельского хозяйства и производства Краснодарского края. С 1994 по 2000 годы возглавлял отдел достижений ветеринарной науки и практики Краснодарской краевой ветеринарной лаборатории «Краснодарская». 
17 декабря 1981 года «За заслуги в области ветеринарной службы» А. А. Мурому было присвоено почётное звание — Заслуженный ветеринарный врач РСФСР.
В 1985 году А. А. Мурый был удостоен Премии Совета Министров СССР.
Скончался 26 ноября 2000 года, похоронен на Славянском кладбище города Краснодара.

## Награды
- Орден Трудового Красного Знамени (1974)
- Орден Знак Почёта (1971)
- Медаль «За доблестный труд в Великой Отечественной войне 1941—1945 гг.»
- Две Золотые медали ВДНХ

### Звания
- Заслуженный ветеринарный врач РСФСР (17.12.1981[3])

### Премия
- Премия Совета Министров СССР (1985)